# صبغة ساندويشية
الصًبغة الساندويشية (باللاتينية: Phytolacca sandwicensis) نوع نباتي يتبع جنس الصًبغة من الفصيلة الصبغية (باللاتينية: Phytolaccaceae). النبات عالي السمية.

## البيئة والانتشار
ينتشر في جزر هاواي في الولايات المتحدة.